# Districtul Blantyre
Blantyre este un district  în   statul Malawi. Reședința sa este orașul Blantyre.